# Palauština
Palauština (palausky: a tekoi er a Belau) je jazyk z rodiny austronéských jazyků, v rámci kterých se řadí do podskupiny malajsko-polynéské jazyky. Je to jeden ze dvou úředních jazyků na Palau (spolu s angličtinou). Palauština je tradičním jazykem Palauanů, původních obyvatel Palau mikronéského původu. Kromě Palau, kde palausky hovoří většina obyvatel, se s palauštinou v menší míře lze setkat také na Guamu, na Severních Marianách nebo i jinde ve světě. Počet mluvčích se odhaduje na 17 tisíc.
Pro zápis palauštiny se používá latinka, palauský pravopis vymysleli lingvisté z Havajské univerzity v 70. letech 20. století. Dříve se palauština zapisovala také japonským písmem katakana.
Palauština se řadí do podskupiny malajsko-polynéské jazyky v rámci austronéských jazyků, ale malajsko-polynéské jazyky se dále dělí na mnoho dalších podskupin, a do které z nich palauština patří, není známo (je to neklasifikovaný jazyk v rámci svojí podskupiny), protože žádná z lingvistických teorií nebyla potvrzena.
Palauština je zajímavá svým systém číslovek. Kromě řadových číslovek má totiž ještě speciální číslovky určené jen pro počítání lidí, dále má speciální číslovky na počítání věcí a speciální systém číslovek je určen také pro trsy banánů, jednotky času, dlouhé předměty nebo lodě. V moderní palauštině se ale od používání mnohých z těchto speciálních druhů číslovek upouští.

## Příklady

### Číslovky
| Palausky | Česky |
| ta       | jeden |
| eru      | dva   |
| ede      | tři   |
| eua      | čtyři |
| eim      | pět   |
| elolem   | šest  |
| euid     | sedm  |
| eai      | osm   |
| etiu     | devět |
| teruich  | deset |

## Základní fráze
- Alli (ahoj)
- Ungil tutau (dobrý den)
- A ngklek a... (jmenuji se...)
- Ke ua ngerang? (jak se máš?)
- Chochoi, ng diak (ano, ne)
- Adang, sulang (prosím, děkuji)